# ノシメガンゼキ
ノシメガンゼキ（熨斗目岩石、Hexaplex cichoreum）は、アッキガイ科 Muricidae の巻貝の一種で、ノシメガンゼキボラとも呼ばれる。成長すると約15cmに達する。貝殻は、縦張肋に多数の棘が突き出ていて、殻口は丸く、水管溝が殻高の3分の1くらいの長さをしめる点など、テングガイ属 Chicoreus の貝とくに日本産のオニサザエ Chicoreus asianus と似ているが、オニサザエの縦張肋はアッキガイ科でよく見られる通り120度おきの3方向であるのに対し、ノシメガンゼキではほぼ60度ごとの6方向に形成される。熱帯西太平洋島嶼沿岸の浅海に棲んで、二枚貝などを食べる。
　